# Bandera de Mari-El

Bandera de Mari El.

Bandera de Mari El (2006-2011).

Antigua bandera de Mari El (1992-2006).

La bandera de Mari-El, un sujeto federal y una república de la Federación Rusa, fue aprobada por el Parlamento de Mari-El, el 30 de noviembre de 2006.

## Descripción
La bandera de Mari-El es un paño rectangular con un radio de 2:3, de color blanco, con un motivo textil tradicional de color rojo oscuro del lado del asta, con el escudo de Mari El al centro.

## Bandera de 2006 a 2011
La bandera de Mari-El es un paño rectangular con un ratio de 2:3, dividido horizontalmente en tres franjas: la superior, de color azul, la intermedia, de color blanco, la inferior, de color rojo oscuro, con proporciones 3:4:3. En la franja blanca se coloca una cruz de Mari de color rojo oscuro, con una altura de 1 / 3 de la altura de la bandera.

## Bandera anterior
De 1992 a 2006, Mari-El utilizó una bandera diferente. Este pabellón tiene la barras horizontales en ratio 1:2:1 y por debajo de la cruz de Mari aparecía el nombre de la república.
- Datos: Q715218
- Multimedia: Flags of Mari El / Q715218